# استان برونئی-موآرا
برونئی-موآرا (به لاتین: Brunei-Muara) یک استان در برونئی است که در شمالی‌ترین منطقه این کشور واقع شده‌است.
استان برونئی-موآرا با وجود کوچک‌ترین استان پرجمعیت‌ترین منطقه در برونئی است که بیش از نیمی از جمعیت این کشور را در این منطقه جای دارد.